# Marshal Henry Wrubel
Marshal Henry Wrubel (Nova Iorque, 31 de março de 1924 – Boulder, Colorado, 26 de outubro de 1968) foi um astrônomo estadunidense.
Wrubel foi considerado um prodígio no piano e estudou a partir dos onze anos de idade na Juilliard School em Manhattan. Concluiu sua formação em piano na Juilliard e obteve em 1944 um bacharelado em física no City College of New York. Trabalhou depois durante dois anos no Projeto Manhattan no Laboratório Nacional de Los Alamos, onde decidiu dedicar-se à [astrofísica]]. A partir de 1946 estudou na Universidade de Chicago, onde obteve um doutorado em 1949. No pós-doutorado foi fellow do Conselho Nacional de Pesquisa (Estados Unidos) na Universidade de Princeton. Em 1950 foi professor assistente e em 1966 professor de astronomia da Universidade de Indiana Bloomington.
O asteroide 1765 Wrubel é denominado em sua memória.

## Obras
- Stellar interiors, Handbuch der Physik, Volume 51, 1958
- Primer of programming for digital computers, McGraw Hill 1959
- Editor: Proceedings of the National Science Foundation  conference on stellar atmospheres, held at Indiana University,Setembro/Outubro 1954, 1955